# Setina flavicans
Setina flavicans är en fjärilsart som beskrevs av Hb.Gey 1827. Setina flavicans ingår i släktet Setina och familjen björnspinnare. Inga underarter finns listade i Catalogue of Life.

## Bildgalleri

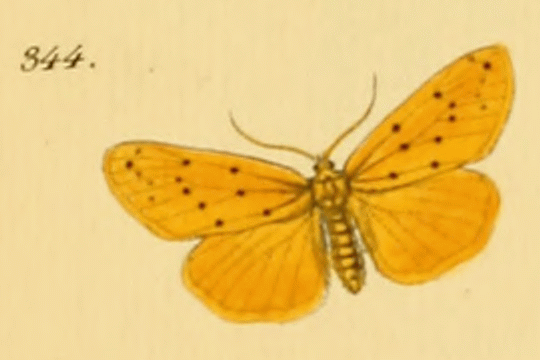
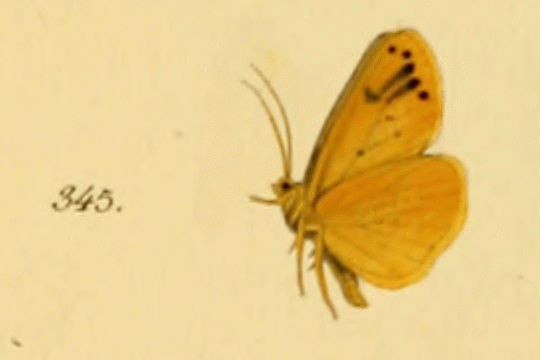
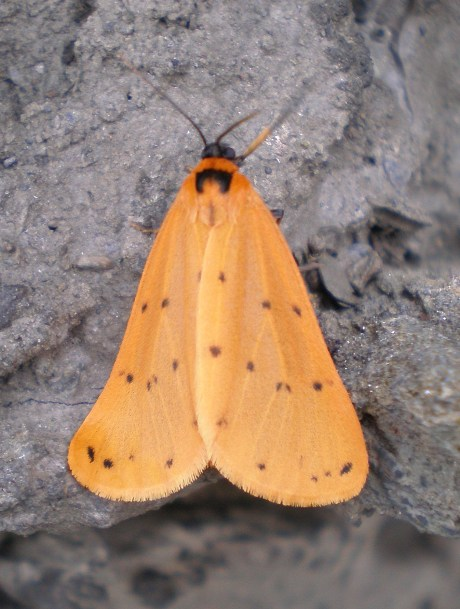